# Mikail Yüksel
Mikail Yüksel[uttal saknas], född 10 september 1982 i Kulu i Turkiet, är en turkisk-svensk politiker, som grundade Partiet Nyans 2019 och är dess partiledare sedan dess. Han var tidigare medlem av Centerpartiet men uteslöts 2018 av detta parti, som hävdade att han dolt sitt samröre med den ultranationalistiska turkiska organisationen Grå vargarna.

## Biografi

### Bakgrund
Yüksel är uppvuxen i Turkiet som son till en MHP-politiker och kom till Sverige 2001 då han hade ett förhållande med en svensk-turkisk kvinna. Inledningsvis arbetade han som diskare, pizzabagare, taxiförare, lagerarbetare och datatekniker. Han har beskrivit att han "levde i en turkisk bubbla" i drygt tio år, men fick upp blicken för Sverige och svensk politik när han började läsa statsvetenskap vid Göteborgs universitet. Han har senare avlagt kandidatexamen i Europa- och statsvetenskap och masterexamen i offentlig förvaltning.

### Politisk karriär
Yüksel gick med i Centerpartiet och gjorde en snabb karriär och toppade inför valet 2018 deras riksdagslista i Göteborg tillsammans med partiledaren Annie Lööf. Kort före valet 2018 uteslöts han ur Centerpartiet som menade att han dolt sitt samröre med den turkiska ultranationalistiska och islamistiska organisationen Grå vargarna. Efter att han tvingats lämna Centerpartiet inför valet 2018 bildade Mikael Yüksel Partiet Nyans i Göteborg, vilket registrerades 2019 för deltagande i politiska val 2022. Efter valet, då Nyans även blev det största partiet utanför riksdagen, tillträdde Yüksel och dåvarande partikamraten Hamza Akacha som ledamöter i Botkyrka kommunfullmäktige.

### Politiska ställningstaganden
Utrikespolitiskt betecknar Yüksel sig själv och partiet Nyans som Turkietvänliga, men tar (2022) avstånd från sin tidigare turknationalistiska inställning. När det gäller Turkiets brott mot armenier år 1915 vill han inte kalla det folkmord, och stödjer därmed allianspartiernas inställning vid riksdagsomröstningen 2010, då de röstade mot förslaget att det skulle benämnas folkmord. År 2020 ställde han sig bakom Turkiets stöd till Azerbajdzjans offensiv mot separatisterna i det andra Nagorno-Karabach-kriget, med hänvisning till FN:s och EU:s resolutioner i frågan. I diskussionen kring Turkiets krav på Sverige i samband med Sveriges Nato-ansökan 2022 menade han att Turkiets krav om utlämningar och vapenexport från Sverige är rimliga. I en intervju med den turkiska regimtrogna tidningen Sabah  uppmanade han Ankara att pressa Sverige att förbjuda koranbränningar och han räknade samtidigt upp flera exempel på vad han ser som ett förtryck mot muslimer i Sverige. Till Dagens Nyheter sade han även att ”Sverige måste lära sig att böja sig”.
Inrikespolitiskt säger sig han och partiet han leder vilja värna om muslimers rättigheter i Sverige. Han stödde också kampanjen som 2022 hävdade att socialtjänsten missbrukade LVU (Lag med särskilda bestämmelser om vård av unga) för att tvångsomhänderta barn från muslimska familjer på otillräckliga grunder.
Efter Hamas attack mot Israel i oktober 2023 gick Yüksel ut med att han vill ta bort terrorstämplingen från Hamas.